# Piłka ręczna na Igrzyskach Azjatyckich 2018 – turniej mężczyzn
Turniej piłki ręcznej mężczyzn na Igrzyskach Azjatyckich 2018 – dziesiąty turniej mężczyzn w ramach igrzysk azjatyckich rozegrany w dniach 13–31 sierpnia 2018 roku w Indonezji.
W zawodach triumfowali Katarczycy.

## Informacje ogólne
Losowanie grup odbyło się na początku lipca 2018 roku. Mężczyźni w pierwszej fazie rywalizowali systemem kołowym podzieleni na cztery grupy – jedną cztero- i trzy trzyzespołowe, z których do fazy zasadniczej awansowała czołowa dwójka. W niej reprezentacje z połączonych grup A i B oraz C i D rozgrywały spotkania systemem kołowym przy zachowaniu wyników z fazy wstępnej. Czołowe dwójki uzyskały prawo do gry o medale, zaś pozostałe drużyny zmierzyły się w meczach o miejsca piąte i siódme. Zespoły, które zajęły trzecie miejsca w pierwszej fazie grupowej walczyły ponownie systemem kołowym o miejsca 9–13.
W fazie grupowej spotkania toczone były bez ewentualnej dogrywki, za zwycięstwo, remis i porażkę przysługiwały odpowiednio dwa, jeden i zero punktów. Przy ustalaniu rankingu po fazie grupowej w przypadku tej samej liczby punktów lokaty zespołów były ustalane kolejno na podstawie:
- wyniku meczu pomiędzy zainteresowanymi drużynami;
- lepszego bilansu bramek zdobytych i straconych w meczach pomiędzy zainteresowanymi drużynami;
- większej liczby zdobytych bramek w meczach pomiędzy zainteresowanymi drużynami;
- lepszego bilansu bramek zdobytych i straconych we wszystkich meczach grupowych;
- większej liczby zdobytych bramek we wszystkich meczach grupowych;
- rzutu monetą.

## Faza wstępna

### Grupa A
| 13 sierpnia 201816:00 | Katar | 64:11(33:7) | Malezja | GOR POPKI Stadium, Dżakarta |
| 13 sierpnia 201816:00 |       | 64:11(33:7) |         | GOR POPKI Stadium, Dżakarta |

| 15 sierpnia 201811:00 | Iran | 55:11(29:5) | Malezja | GOR POPKI Stadium, Dżakarta |
| 15 sierpnia 201811:00 |      | 55:11(29:5) |         | GOR POPKI Stadium, Dżakarta |

| 17 sierpnia 201818:00 | Katar | 35:20(18:6) | Iran | GOR POPKI Stadium, Dżakarta |
| 17 sierpnia 201818:00 |       | 35:20(18:6) |      | GOR POPKI Stadium, Dżakarta |

### Grupa B
| 13 sierpnia 201818:00 | Korea Południowa | 47:16(26:4) | Pakistan | GOR POPKI Stadium, Dżakarta |
| 13 sierpnia 201818:00 |                  | 47:16(26:4) |          | GOR POPKI Stadium, Dżakarta |

| 15 sierpnia 201814:00 | Japonia | 38:15(20:7) | Pakistan | GOR POPKI Stadium, Dżakarta |
| 15 sierpnia 201814:00 |         | 38:15(20:7) |          | GOR POPKI Stadium, Dżakarta |

| 17 sierpnia 201809:00 | Korea Południowa | 26:26(13:13) | Japonia | GOR POPKI Stadium, Dżakarta |
| 17 sierpnia 201809:00 |                  | 26:26(13:13) |         | GOR POPKI Stadium, Dżakarta |

### Grupa C
| 13 sierpnia 201820:00 | Hongkong | 40:17(19:6) | Indonezja | GOR POPKI Stadium, Dżakarta |
| 13 sierpnia 201820:00 |          | 40:17(19:6) |           | GOR POPKI Stadium, Dżakarta |

| 15 sierpnia 201816:00 | Arabia Saudyjska | 42:24(21:12) | Hongkong | GOR POPKI Stadium, Dżakarta |
| 15 sierpnia 201816:00 |                  | 42:24(21:12) |          | GOR POPKI Stadium, Dżakarta |

| 17 sierpnia 201814:00 | Arabia Saudyjska | 47:13(21:4) | Indonezja | GOR POPKI Stadium, Dżakarta |
| 17 sierpnia 201814:00 |                  | 47:13(21:4) |           | GOR POPKI Stadium, Dżakarta |

### Grupa D
| 13 sierpnia 201811:00 | Chińskie Tajpej | 38:28(19:13) | Indie | GOR POPKI Stadium, Dżakarta |
| 13 sierpnia 201811:00 |                 | 38:28(19:13) |       | GOR POPKI Stadium, Dżakarta |

| 13 sierpnia 201814:00 | Bahrajn | 30:24(12:16) | Irak | GOR POPKI Stadium, Dżakarta |
| 13 sierpnia 201814:00 |         | 30:24(12:16) |      | GOR POPKI Stadium, Dżakarta |

| 15 sierpnia 201818:00 | Irak | 37:30(17:14) | Chińskie Tajpej | GOR POPKI Stadium, Dżakarta |
| 15 sierpnia 201818:00 |      | 37:30(17:14) |                 | GOR POPKI Stadium, Dżakarta |

| 15 sierpnia 201820:00 | Bahrajn | 32:25(18:11) | Indie | GOR POPKI Stadium, Dżakarta |
| 15 sierpnia 201820:00 |         | 32:25(18:11) |       | GOR POPKI Stadium, Dżakarta |

| 17 sierpnia 201818:00 | Irak | 40:29(18:13) | Indie | GOR POPKI Stadium, Dżakarta |
| 17 sierpnia 201818:00 |      | 40:29(18:13) |       | GOR POPKI Stadium, Dżakarta |

| 17 sierpnia 201820:00 | Bahrajn | 37:21(18:10) | Chińskie Tajpej | GOR POPKI Stadium, Dżakarta |
| 17 sierpnia 201820:00 |         | 37:21(18:10) |                 | GOR POPKI Stadium, Dżakarta |

## Faza zasadnicza

### Grupa 1
| 20 sierpnia 201816:00 | Katar | 26:20(15:9) | Irak | GOR POPKI Stadium, Dżakarta |
| 20 sierpnia 201816:00 |       | 26:20(15:9) |      | GOR POPKI Stadium, Dżakarta |

| 20 sierpnia 201820:00 | Japonia | 26:26(11:15) | Arabia Saudyjska | GOR POPKI Stadium, Dżakarta |
| 20 sierpnia 201820:00 |         | 26:26(11:15) |                  | GOR POPKI Stadium, Dżakarta |

| 22 sierpnia 201816:00 | Japonia | 27:24(12:15) | Irak | GOR POPKI Stadium, Dżakarta |
| 22 sierpnia 201816:00 |         | 27:24(12:15) |      | GOR POPKI Stadium, Dżakarta |

| 22 sierpnia 201820:00 | Katar | 28:23(16:10) | Arabia Saudyjska | GOR POPKI Stadium, Dżakarta |
| 22 sierpnia 201820:00 |       | 28:23(16:10) |                  | GOR POPKI Stadium, Dżakarta |

| 24 sierpnia 201816:00 | Arabia Saudyjska | 20:20(12:11) | Irak | GOR POPKI Stadium, Dżakarta |
| 24 sierpnia 201816:00 |                  | 20:20(12:11) |      | GOR POPKI Stadium, Dżakarta |

| 24 sierpnia 201820:00 | Katar | 24:17(13:10) | Japonia | GOR POPKI Stadium, Dżakarta |
| 24 sierpnia 201820:00 |       | 24:17(13:10) |         | GOR POPKI Stadium, Dżakarta |

### Grupa 2
| 20 sierpnia 201814:00 | Bahrajn | 29:23(16:13) | Iran | GOR POPKI Stadium, Dżakarta |
| 20 sierpnia 201814:00 |         | 29:23(16:13) |      | GOR POPKI Stadium, Dżakarta |

| 20 sierpnia 201818:00 | Korea Południowa | 40:15(17:12) | Hongkong | GOR POPKI Stadium, Dżakarta |
| 20 sierpnia 201818:00 |                  | 40:15(17:12) |          | GOR POPKI Stadium, Dżakarta |

| 22 sierpnia 201814:00 | Bahrajn | 27:25(13:11) | Korea Południowa | GOR POPKI Stadium, Dżakarta |
| 22 sierpnia 201814:00 |         | 27:25(13:11) |                  | GOR POPKI Stadium, Dżakarta |

| 22 sierpnia 201818:00 | Iran | 46:20(18:10) | Hongkong | GOR POPKI Stadium, Dżakarta |
| 22 sierpnia 201818:00 |      | 46:20(18:10) |          | GOR POPKI Stadium, Dżakarta |

| 24 sierpnia 201814:00 | Bahrajn | 43:19(21:11) | Hongkong | GOR POPKI Stadium, Dżakarta |
| 24 sierpnia 201814:00 |         | 43:19(21:11) |          | GOR POPKI Stadium, Dżakarta |

| 24 sierpnia 201818:00 | Korea Południowa | 34:28(17:1) | Iran | GOR POPKI Stadium, Dżakarta |
| 24 sierpnia 201818:00 |                  | 34:28(17:1) |      | GOR POPKI Stadium, Dżakarta |

### Mecze o miejsca 9–13
| 20 sierpnia 201809:00 | Chińskie Tajpej | 36:32(16:14) | Pakistan | GOR POPKI Stadium, Dżakarta |
| 20 sierpnia 201809:00 |                 | 36:32(16:14) |          | GOR POPKI Stadium, Dżakarta |

| 20 sierpnia 201811:00 | Indie | 45:19(25:8) | Malezja | GOR POPKI Stadium, Dżakarta |
| 20 sierpnia 201811:00 |       | 45:19(25:8) |         | GOR POPKI Stadium, Dżakarta |

| 21 sierpnia 201809:00 | Pakistan | 28:23(12:10) | Indonezja | GOR POPKI Stadium, Dżakarta |
| 21 sierpnia 201809:00 |          | 28:23(12:10) |           | GOR POPKI Stadium, Dżakarta |

| 21 sierpnia 201811:00 | Chińskie Tajpej | 34:19(19:6) | Malezja | GOR POPKI Stadium, Dżakarta |
| 21 sierpnia 201811:00 |                 | 34:19(19:6) |         | GOR POPKI Stadium, Dżakarta |

| 24 sierpnia 201809:00 | Chińskie Tajpej | 37:19(18:7) | Indonezja | GOR POPKI Stadium, Dżakarta |
| 24 sierpnia 201809:00 |                 | 37:19(18:7) |           | GOR POPKI Stadium, Dżakarta |

| 24 sierpnia 201811:00 | Indie | 28:27(14:12) | Pakistan | GOR POPKI Stadium, Dżakarta |
| 24 sierpnia 201811:00 |       | 28:27(14:12) |          | GOR POPKI Stadium, Dżakarta |

| 26 sierpnia 201811:00 | Chińskie Tajpej | 35:31(15:12) | Indie | GOR POPKI Stadium, Dżakarta |
| 26 sierpnia 201811:00 |                 | 35:31(15:12) |       | GOR POPKI Stadium, Dżakarta |

| 26 sierpnia 201814:00 | Indonezja | 31:22(15:8) | Malezja | GOR POPKI Stadium, Dżakarta |
| 26 sierpnia 201814:00 |           | 31:22(15:8) |         | GOR POPKI Stadium, Dżakarta |

| 29 sierpnia 201814:00 | Indie | 37:23(16:13) | Indonezja | GOR POPKI Stadium, Dżakarta |
| 29 sierpnia 201814:00 |       | 37:23(16:13) |           | GOR POPKI Stadium, Dżakarta |

| 29 sierpnia 201818:00 | Pakistan | 47:24(21:9) | Malezja | GOR POPKI Stadium, Dżakarta |
| 29 sierpnia 201818:00 |          | 47:24(21:9) |         | GOR POPKI Stadium, Dżakarta |

## Faza pucharowa
Mecze o miejsca 1–4
|  |                        |                  |           |                        |    |       |       |       |
|  | Półfinały              | Półfinały        | Półfinały |                        |    | Finał | Finał | Finał |
|  | Półfinały              | Półfinały        | Półfinały |                        |    | Finał | Finał | Finał |
|  | 27 sierpnia 2018 14:00 |                  |           |                        |    |       |       |       |
|  |                        |                  |           |                        |    |       |       |       |
|  | Katar                  | Katar            | 27        |                        |    |       |       |       |
|  | Katar                  | Katar            | 27        | 31 sierpnia 2018 18:00 |    |       |       |       |
|  | Korea Południowa       | Korea Południowa | 20        |                        |    |       |       |       |
|  | Korea Południowa       | Korea Południowa | 20        |                        |    | Katar | Katar | 32    |
|  | 27 sierpnia 2018 18:00 |                  |           |                        |    | Katar | Katar | 32    |
|  |                        |                  | Bahrajn   | Bahrajn                | 27 |       |       |       |
|  | Bahrajn                | Bahrajn          | Bahrajn   | Bahrajn                | 27 | 31    |       |       |
|  | Bahrajn                | Bahrajn          |           |                        |    |       |       |       |
|  | Japonia                | Japonia          | 20        |                        |    |       |       |       |
|  | Japonia                | Japonia          | 20        | Mecz o 3. miejsce      |    |       |       |       |
|  |                        |                  |           |                        |    |       |       |       |
|  | 31 sierpnia 2018 16:00 |                  |           |                        |    |       |       |       |
|  |                        |                  |           |                        |    |       |       |       |
|  | Korea Południowa       | Korea Południowa | 24        |                        |    |       |       |       |
|  | Korea Południowa       | Korea Południowa | 24        |                        |    |       |       |       |
|  | Japonia                | Japonia          | 23        |                        |    |       |       |       |
|  | Japonia                | Japonia          | 23        |                        |    |       |       |       |

| 27 sierpnia 201814:00 | Katar | 27:20(13:7) | Korea Południowa | GOR POPKI Stadium, Dżakarta |
| 27 sierpnia 201814:00 |       | 27:20(13:7) |                  | GOR POPKI Stadium, Dżakarta |

| 27 sierpnia 201818:00 | Bahrajn | 31:20(15:9) | Japonia | GOR POPKI Stadium, Dżakarta |
| 27 sierpnia 201818:00 |         | 31:20(15:9) |         | GOR POPKI Stadium, Dżakarta |

| 31 sierpnia 201818:00 | Katar | 32:27(13:14) | Bahrajn | GOR POPKI Stadium, Dżakarta |
| 31 sierpnia 201818:00 |       | 32:27(13:14) |         | GOR POPKI Stadium, Dżakarta |

| 31 sierpnia 201816:00 | Korea Południowa | 24:23(13:12) | Japonia | GOR POPKI Stadium, Dżakarta |
| 31 sierpnia 201816:00 |                  | 24:23(13:12) |         | GOR POPKI Stadium, Dżakarta |

Mecz o 5. miejsce
| 26 sierpnia 201816:00 | Iran | 30:23(16:9) | Arabia Saudyjska | GOR POPKI Stadium, Dżakarta |
| 26 sierpnia 201816:00 |      | 30:23(16:9) |                  | GOR POPKI Stadium, Dżakarta |

Mecz o 7. miejsce
| 26 sierpnia 201811:00 | Irak | 31:24(15:12) | Hongkong | GOR POPKI Stadium, Dżakarta |
| 26 sierpnia 201811:00 |      | 31:24(15:12) |          | GOR POPKI Stadium, Dżakarta |